# Lyophyllum hebelomoides
Lyophyllum hebelomoides är en svampart som tillhör divisionen basidiesvampar, och som först beskrevs av Ew. Gerhardt, och fick sitt nu gällande namn av Erhard Ludwig. Lyophyllum hebelomoides ingår i släktet Lyophyllum, och familjen Lyophyllaceae. Arten har ej påträffats i Sverige.